# دیوی (فلوریدا)
دیوی (به انگلیسی: Davie) شهرکی در شهرستان برووارد، فلوریدا است که در سال ۱۹۲۵ بنیان‌گذاری شده‌است. این شهرک طبق سرشماری سال ۲۰۱۰ میلادی، ۹۱٬۹۹۲ نفر جمعیت داشته و مساحت آن نیز ۸۸٫۵ کیلومتر مربع است.